# Фалькенхорст, Николаус фон
Никола́ус фон Фа́лькенхорст (нем. Nikolaus von Falkenhorst; 17 января 1885 — 18 июня 1968) — германский военачальник времен Первой и Второй мировых войн. Именно он осуществлял операцию «Везерюбунг», в результате которой были завоеваны Дания и Норвегия. В дальнейшем руководил действиями германского контингента в Норвегии, в том числе во время нападения на Советский Союз.

## Биография
Фалькенхорст родился в Бреслау, в старой силезской семье потомственных военных — Ястржембских. Славянскую фамилию в начале своей карьеры он предпочёл сменить на германский вариант Фалькенхорст («ястребиное гнездо»). В немецкой армии — с 1907 года, во время Первой мировой войны занимал ряд полковых или штабных должностей. Как член фрайкора, не попал под демобилизацию и остался служить в рейхсвере. С 1925 по 1927 годы служил в оперативном отделе министерства обороны.
1 октября 1932 года ему было присвоено звание полковника. В следующем, 1933 году, он был назначен военным атташе в немецком посольстве в Праге. До 1935 года в той же должности побывал в посольствах в Бухаресте и в Белграде.
1 октября 1935 года Фалькенхорсту было присвоено звание генерал-майора. Одновременно с повышением он становится начальником штаба Третьей армии. В 1936 году был назначен командиром только что сформированной 32-й пехотной дивизией расквартированной в Кёслине. В 1937-м повышен до генерал-лейтенанта.
После успешной польской кампании, в которой его 21-й корпус из состава третьей армии выполнял второстепенные функции, 1 октября 1939 года получает звание генерала от инфантерии.
В феврале 1940 года Фалькенхорст назначен командующим немецкими войсками в операции «Везерюбунг». Вторжение в Норвегию было строго засекречено, верховное командование Фалькенхорсту отказало в допуске, он не мог видеть ни карт, ни схем. Поэтому он самостоятельно подготовил своё видение плана вторжения прямо в берлинской гостинице, где он остановился. Гитлеру план понравился, тем более, что в целом он совпадал с намерениями OKW.
Операция прошла успешно. Единственной серьёзной потерей немцев стал тяжёлый крейсер «Блюхер» потопленный огнём береговой артиллерии в Осло-фьорде. 30 апреля 1940 года Фалькенхорст стал обладателем Рыцарского креста Железного креста.
После чего он был подключён к разработке плана «Барбаросса». Ему было приказано захватить Мурманск — главный советский порт на севере Советского Союза. Операция «Сильберфукс» началась 29 июня 1941 года. Немецко-финским войскам, несмотря на все усилия, было не суждено сломить оборону Красной Армии.

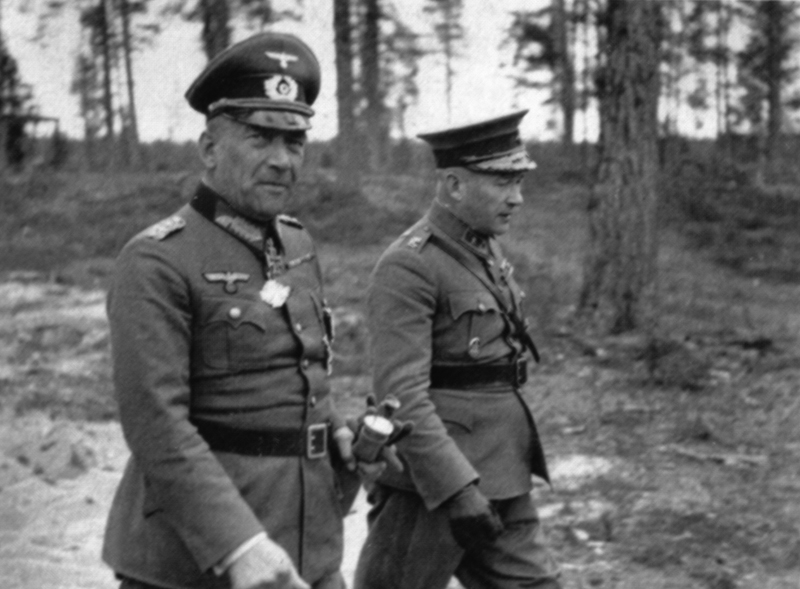
Фалькенхорст вместе с финским военачальником Ялмаром Сииласвуо

В дальнейшем, он остался командовать немецкими войсками на завоёванной территории и сосредоточился на обороне. В отличие от гражданской администрации, войска под его началом нашли взаимопонимание с норвежским народом, Фалькенхорст отдал приказ своим людям вести себя учтиво с местным населением. Бытовала история, в которую склонны верить обе противоборствующие стороны, повествующая о том, что после обращения норвежской женщины, у которой немецкий солдат украл варенье, она на следующий день была приглашена на расстрел обвиняемого.
Более того, Фалькенхорст зачастую конфликтовал с рейхскомиссаром Норвегии Йозефом Тербовеном, что в результате и послужило причиной его отставки 18 декабря 1944 года. После войны Фалькенхорст предстал перед Британско-норвежским военным трибуналом по обвинению в нарушении принципов войны. Ему вменялось в вину исполнение приказа фюрера о расстреле попавших в плен коммандос союзников. Генерал был признан виновным и приговорён к смерти. Впоследствии приговор по ходатайству шведского общественного деятеля Свена Андерса Гедина заменили 20-летним тюремным заключением.
23 июля 1953 года он был отпущен на свободу по причине плохого здоровья. Остаток лет жил в уединении. Умер в 1968 году в Хольцминдене.
Его дочь была замужем за генералом Эрихом Детлеффсеном.

## Награды
- Железный крест 2-го и 1-го класса (1914)
- Крест «За военные заслуги»[нем.] (Мекленбург-Шверин) (1914)
- Знак за ранение (чёрный) (1914)
- Финский Орден Креста Свободы 2-го класса
- Орден Святого Иоанна Иерусалимского
- Почётный крест ветерана войны с мечами
- Медаль «За выслугу лет в вермахте» 1-го класса
- Финский Орден Белой розы, крест командора 1-го класса
- Пристёжки к Железному кресту 2-го и 1-го класса
- Немецкий крест в серебре (20 января 1945)
- Рыцарский крест Железного креста (30 апреля 1940)
- Крест «За военные заслуги» 2-го и 1-го класса с мечами
- Финский Орден Белой розы, большой крест
- Румынский Орден Звезды Румынии, большой крест
- Упоминался в Вермахтберихт (10 апреля 1940)